# Exochus coronatus
Exochus coronatus là một loài tò vò trong họ Ichneumonidae.